# CA-31
La CA-31 es una autovía urbana conocida como Acceso Norte al Puerto de Santa María que tiene una longitud de 2,2 kilómetros y que conecta desde la Sierra de San Cristóbal en el municipio de Jerez de la Frontera (con la autovía A-4) hasta la glorieta del acceso a El Puerto de Santa María por el norte, de donde ya deriva en vía urbana.
En la glorieta se halla el acceso a la A-2002, la Avenida del Rey Felipe VI y la zona recreativa como el Aqualand Bahía de Cádiz y el casino.
La vía es un desdoblamiento de la anterior carretera N-IV y al ponerse en servicio la variante que le rodea El Puerto de Santa María cambiaron a la N-IVa y desde el año 2003 pasaron de forma definitivamente, la actual CA-31. Este tramo fue desdoblado de la anterior carretera N-IV en el año 1992.

## Tramos
| Denominación | Tramo | Kilómetros | Año servicio        |
| ------------ | --- | ---------- | ------------------- |
| CA-31        | Enlace A-4 - Enlace A-2002 Tramo original Enlace con la A-4 Glorieta original de la A-2002 Remodelación glorieta de la A-2002 | 2,2 - -    | 1992 1996 1992 2001 |

## Trazado
| Velocidad | Esquema | Carriles | Salida | Sentido A-2002                                                                 | Sentido A-4                        | Carriles | Carretera | Notas |
| --------- | ------- | -------- | ------ | ------------------------------------------------------------------------------ | ---------------------------------- | -------- | --------- | ----- |
|           |         |          |        | CA-31 El Puerto de Santa María                                                 | A-4 Jerez de la Frontera Sevilla   |          | A-4       |       |
|           |         |          |        |                                                                                | cambio de sentido                  |          |           |       |
|           |         |          |        | ATENCION                                                                       | ATENCION                           |          |           |       |
|           |         |          |        | Casino Parque Acuático Avenida del Rey Felipe VI A-2002 AP-4 E-5 Sevilla Cádiz | CA-31 Jerez de la Frontera Sevilla |          | A-2002    |       |